# نظرية برانز-ديك
في الفيزياء النظرية، نظرية برانز–ديك للجاذبية (بالإنجليزية: Brans–Dicke theory of gravitation)‏ (أحياناً تدعى نظرية جوردان–برانز–ديك) هي إطار نظري لتفسير الجاذبية. وهي منافس لنظرية أينشتاين للنسبية العامة. وهي مثال لنظرية scalar-tensor، وهي نظرية عن الجاذبية التي يتم بوساطة التفاعل الجذبوي حسب حقل سلمي وكذلك مجال موتر للنسبية العامة.
وقد وضعت هذه النظرية عام 1961 على يد روبرت هنري ديك وكارل هنري برانز.